# Халг газеті
«Халг газеті» (азерб. Xalq qəzeti — «Народна газета») — громадсько-політична газета азербайджанською мовою, видається в Азербайджані. Газета висвітлює громадсько-політичні події, що відбуваються в Азербайджані та за його межами.
Газета виходить з 29 серпня 1919 року під назвою «Комуніст». До встановлення радянської влади в Баку (1920) виходила підпільно. На початку 1990-х отримала сучасну назву. У Радянські часи була друкованим органом Комуністичної партії Азербайджанської РСР. В газеті друкували свої статті Джафар Джаббарли, Мамед Саїд Ордубаді, Наріман Наріманов.
Нагороджена орденом Трудового Червоного Прапора Азербайджанської РСР (1923) й орденом «Знак Пошани» (1969).